# Marie Dubois

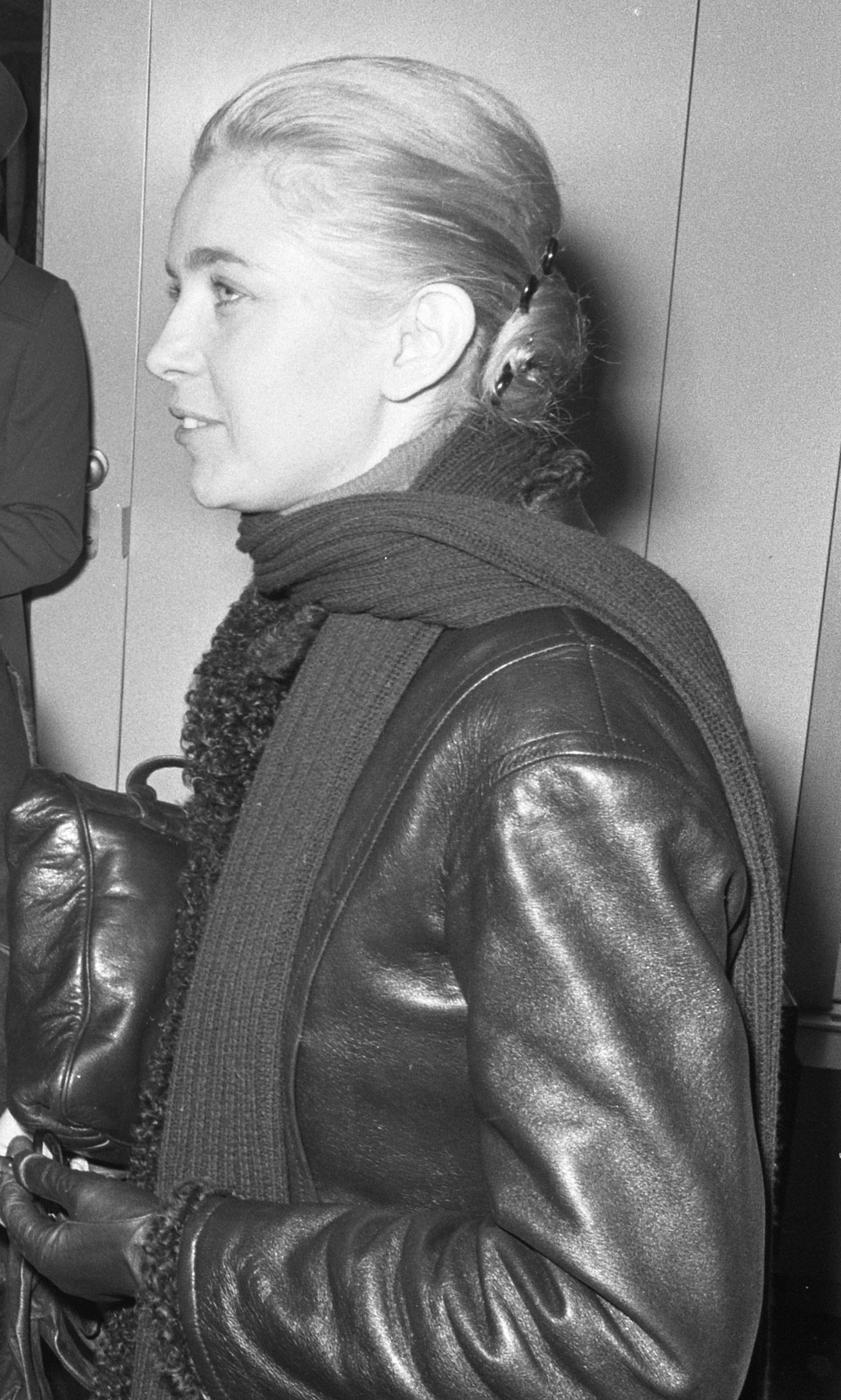
Marie Dubois (1972)

Marie Dubois, eigentlich Claudine Huzé (* 12. Januar 1937 in Paris; † 15. Oktober 2014 bei Pau), war eine französische Schauspielerin. – Den Künstlernamen Marie Dubois nahm sie in Anspielung auf den gleichnamigen Roman von Jacques Audiberti an.

## Leben
Bekannt wurde Marie Dubois als Kellnerin Léna in François Truffauts Schießen Sie auf den Pianisten (1960). Ein Jahr darauf besetzte Truffaut sie für die Nebenrolle der Thérèse in Jules und Jim. Sie war die Heldin von Georges Lautners schwarzer Komödie Le monocle noir, Pierre Badel gab ihr 1964 die Titelrolle in Marie Curie – Une certaine jeune fille, von Luchino Visconti erhielt sie 1976 eine Rolle in Die Unschuld. Dubois fühlte sich dem Autorenkino verpflichtet und arbeitete mit Jacques Doniol-Valcroze und Alain Tanner. An der Seite von Yves Montand spielte sie 1977 in Lohn der Giganten. Zu ihren späteren Erfolgen zählten unter anderem Vincent, François, Paul und die anderen, Alain Resnais’ Mein Onkel aus Amerika und Claude Chabrols Das Leben ist ein Spiel.
Marie Dubois war mit dem Schauspieler Serge Rousseau verheiratet. Die seit längerem an Multipler Sklerose Erkrankte engagierte sich in der Öffentlichkeit für ein größeres Verständnis für diese Krankheit.

## Filmografie (Auswahl)
- 1960: Schießen Sie auf den Pianisten (Tirez sur le pianiste)
- 1960: Eine Frau ist eine Frau (Une femme est une femme)
- 1961: Das schwarze Monokel (Le monocle noir)
- 1962: Jules und Jim (Jules et Jim)
- 1964: Der Reigen (La ronde)
- 1964: Dünkirchen, 2. Juni 1940 (Week-end à Zuydcoote)
- 1964: Jagd auf Männer (La chasse à l’homme)
- 1964: Flegelalter (L'âge ingrat)
- 1964: Mata Hari, Agent H. 21
- 1965: Die Festung fällt, die Liebe lebt (Les fêtes galantes)
- 1965: Die großen Schnauzen (Les grandes gueules)
- 1966: Drei Bruchpiloten in Paris, auch: „Die große Sause“ (La grande vadrouille)
- 1967: Der Dieb von Paris (Le voleur)
- 1968: Der verflixte Großvater (Ce sacré grand-père)
- 1968: Liebe, Laster und Ganoven (Stuntman)
- 1969: Monte Carlo Rallye (Monte Carlo or Bust!)
- 1970: Das Haus der Bories (La maison des Bories)
- 1971: Bof (Bof – anatomie d’un livreur)
- 1972: Die Landvermesser (Les arpenteurs)
- 1973: Die Schlange (Le serpent)
- 1974: Vincent, François, Paul und die anderen (Vincent, François, Paul … et les autres)
- 1974: Der Seitensprung (L’escapade)
- 1975: Die Unschuld (L’innocente)
- 1975: Love Story einer Nonne (Les mal-parties)
- 1976: Nuit D’Or – Die Nacht aus Gold (Nuit d’or)
- 1977: Lohn der Giganten (La menace)
- 1979: Ich liebe dich seit langem (Il y a longtemps que je t’aime)
- 1980: Mein Onkel aus Amerika (Mon oncle d’Amérique)
- 1980: Kleine Verführerin (La petite sirène)
- 1983: Garçon! Kollege kommt gleich! (Garçon!)
- 1983: Mein Freund, der Frauenheld (L’ami de Vincent)
- 1996: Launen eines Flusses (Les caprices d’un fleuve)
- 2000: Mein Freund für einen Sommer (Le bon fils)